# Michelle Perryová
Michelle Perryová (* 1. května 1979, Granada Hills, Kalifornie) je americká sportovkyně, atletka, dvojnásobná mistryně světa v běhu na 100 m překážek.

## Kariéra
V roce 2004 reprezentovala na letních olympijských hrách v Athénách, kde absolvovala sedmiboj. Výkonem 6 124 bodů obsadila 14. místo, i přesto, že zvítězila v první (100 m př.) a ve čtvrté (200 m) disciplíně. Největší ztráty naopak zaznamenala v kouli a oštěpu.

### MS 2005
Na Mistrovství světa v atletice 2005 v Helsinkách vyhrála časem 12,66 sekundy. Další dvě překážkářky, obě z Jamajky proběhly cílem v čase 12,76 s. Cílová fotografie přidělila stříbro Delloreen Ennisové-Londonové a bronz dostala Brigitte Fosterová-Hyltonová.

### MS 2007
Na Mistrovství světa v atletice 2007 v japonské Ósace získala zlatou medaili časem 12,46 s, přičemž měla velmi dobrou startovní reakci (0,105). Na druhou v pořadí Perditu Felicienovou měla náskok pouze tři setiny sekundy.

### MS 2009
Na Mistrovství světa v atletice 2009 v Berlíně nevybojovala třetí titul v řadě, když její cesta skončila v úvodním rozběhu, kde s časem 13,68 s obsadila až 34. místo.